# Angélique Trinquier
Angélique Trinquier (* 16. Juli 1991 in Monaco) ist eine monegassische Schwimmerin.
Trinquier war, als einzige Frau unter den sechs Teilnehmern ihres Landes der Olympischen Sommerspiele 2012, deren Fahnenträgerin bei der Eröffnungsfeier. Sie war damit die erste Frau nach Alexandra Coletti bei den Winterspielen 2010 in Vancouver, die die Flagge ihres Landes bei Sommerspielen trug.

## Sport
Angélique Trinquier startete 2012 über 100 Meter Rücken, kam jedoch als im Vorlauf Fünfte nicht in das Halbfinale. Mit einer Zeit von 1:10,79 min belegte sie mit Rang 45 den letzten Platz des Wettbewerbs im London Aquatics Centre.
Bei den XIII. Spielen der kleinen Staaten von Europa gewann Trinquier 2011 in Liechtenstein eine Bronzemedaille mit der Staffel (4 × 200 m Freistil). Vier Jahre zuvor kam die monegassische Staffel in ihrem Heimatland mit Trinquier nur auf die jeweils letzten Plätze über die 100 und 200 m. Im Einzelwettbewerb erreichte sie über 800 m Freistil den neunten und letzten Platz.

## Belege
1. ↑   Albert et Charlene avec Angélique Trinquier, nageuse spécialiste du 100 m dos et porte-drapeau. Le prince Albert de Monaco et la princesse Charlene procédaient. (mit Foto von Trinquier mit dem Fürstenpaar, französisch, abgerufen am 20. Januar 2022)

| Personendaten    | Personendaten             |
| ---------------- | ------------------------- |
| NAME             | Trinquier, Angélique      |
| KURZBESCHREIBUNG | monegassische Schwimmerin |
| GEBURTSDATUM     | 16. Juli 1991             |
| GEBURTSORT       | Monaco                    |